# Katrina Lehis
Katrina Lehis (Haapsalu, 19 de desembre de 1994) és una esportista estoniana que competeix en esgrima, especialista en la modalitat d'espasa.
Va participar en els Jocs Olímpics de Tòquio 2020, i hi va obtenir dues medalles, or en la prova per equips (juntament amb Julia Beljajeva, Irina Embrich i Erika Kirpu) i bronze en la prova individual.
En els Jocs Europeus de Bakú 2015 va obtenir una medalla de plata en la prova per equips.
Va guanyar dues medalles en el Campionat d'Europa d'esgrima, or en la prova per equips de 2018 i plata en la prova per equips el 2015.

## Trajectòria internacional
| Jocs Olímpics      | Jocs Olímpics          | Jocs Olímpics | Jocs Olímpics     |
| Any                | Lloc                   | Posició       | Prova             |
| ------------------ | ---------------------- | ------------- | ----------------- |
| 2020               | Tòquio ( Japó)         | 1             | Espasa per equips |
| 2020               | Tòquio ( Japó)         | 3             | Espasa individual |
| Campionat del Món  |                        |               |                   |
| Any                | Lloc                   | Posició       | Prova             |
| 2015               | Moscou ( Rússia)       | 6a posició    | Espasa individual |
| 2015               | Moscou ( Rússia)       | 9a posició    | Espasa per equips |
| 2018               | Wuxi ( Xina)           | 8a posició    | Espasa individual |
| 2018               | Wuxi ( Xina)           | 6a posició    | Espasa per equips |
| 2019               | Budapest ( Hongria)    | 10a posició   | Espasa individual |
| 2019               | Budapest ( Hongria)    | 6a posició    | Espasa per equips |
| Jocs Europeus      |                        |               |                   |
| Any                | Lloc                   | Posició       | Prova             |
| 2015               | Bakú ( Azerbaidjan)    | 2             | Espasa per equips |
| 2023               | Cracòvia ( Polònia)    | 6a posició    | Espasa per equips |
| Campionat d'Europa |                        |               |                   |
| Any                | Lloc                   | Posició       | Prova             |
| 2015               | Montreux ( Suïssa)     | 10a posició   | Espasa individual |
| 2015               | Montreux ( Suïssa)     | 2             | Espasa per equips |
| 2018               | Novi Sad ( Sèrbia)     | 1             | Espasa individual |
| 2019               | Düsseldorf ( Alemanya) | 36a posició   | Espasa individual |
| 2019               | Düsseldorf ( Alemanya) | 7a posició    | Espasa per equips |
| 2022               | Antalya ( Turquia)     | 21a posició   | Espasa individual |
| 2022               | Antalya ( Turquia)     | 9a posició    | Espasa per equips |